# Santuario della Madonna dell'Aiuto (Segonzano)
Il santuario della Madonna dell'Aiuto, o "di Santa Maria in Silvis", è una chiesa cattolica situata nel comune di Segonzano, in provincia di Trento; è sussidiaria della parrocchiale della Santissima Trinità di Stedro e fa parte dell'arcidiocesi di Trento. È un santuario mariano, dove si venera un quadro della Madonna Ausiliatrice.

## Storia

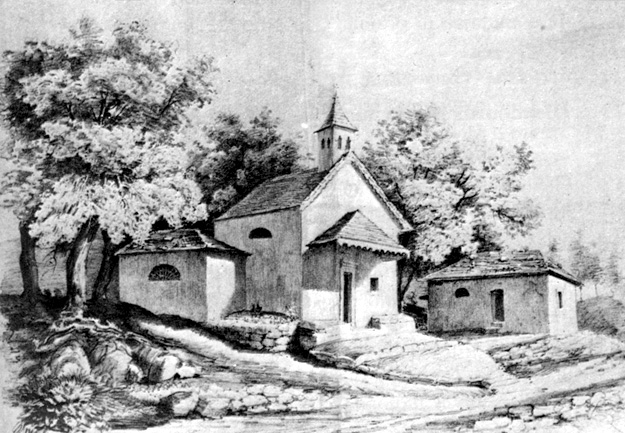
Il santuario come appariva intorno al 1845, in una litografia di Basilio Armani

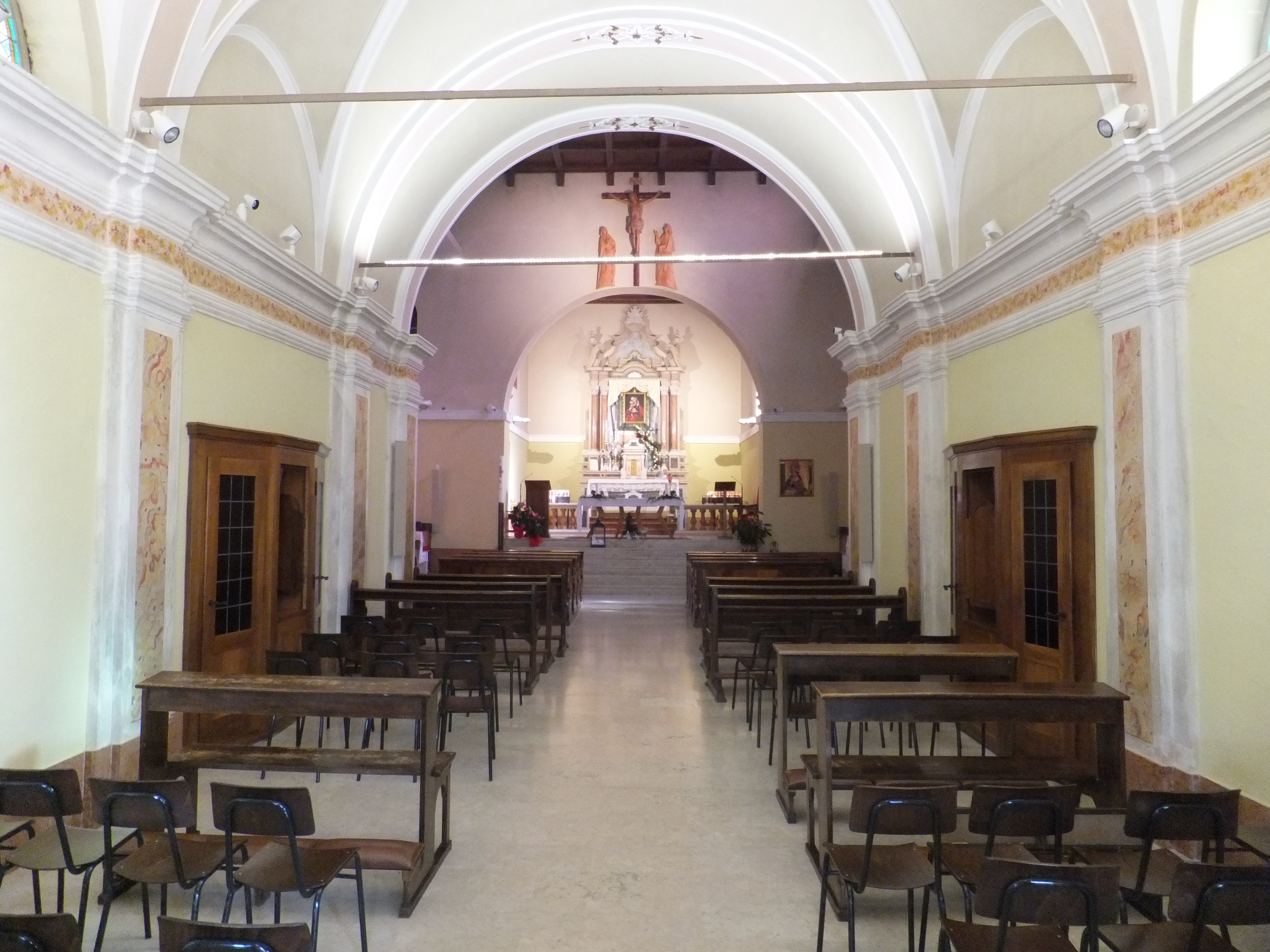
Interno

La nascita di questo santuario è dovuta alla famiglia nobile a Prato, che dal Cinquecento aveva il dominio su Segonzano: a partire dal 1676, infatti, Ferdinando Francesco a Prato fu canonico presso il santuario della Madonna dell'Aiuto di Passavia, dove si conserva un quadro della Madonna con Bambino che è una copia della Mariahilf di Lucas Cranach il Vecchio custodita nel duomo di Innsbruck; il barone fece fare una copia della copia, e la fece arrivare a Segonzano tra il 1680 e il 1690. Dapprima il dipinto venne posto nella chiesa della Santissima Trinità di Stedro, per poi essere spostato in un capitello votivo lungo la strada che da Segonzano conduceva a Sover e quindi alla val di Fiemme. Al netto della vicenda storica si è diffusa una pia leggenda, comune nell'arco alpino, secondo cui il quadro sarebbe stato trovato nel sottobosco da un pastore e quindi portato al sicuro nella chiesa parrocchiale, da cui sarebbe sparito per essere ritrovato nello stesso posto iniziale: lì quindi sarebbe stato edificato il santuario. 
Negli anni seguenti l'edicola venne trasformata in una piccola cappella; la data non è certa, ma sicuramente entro il 20 agosto 1710, data di una visita pastorale: nonostante la mancanza di documentazione si pensa che la costruzione del sacello sia stata voluta sempre dalla famiglia a Prato, che peraltro non pare abbia mai goduto del diritto di patronato su di esso.
La cappelletta divenne meta di pellegrinaggio, fu destinataria di cospicue elemosine ed entro il 1767 venne anche officiata almeno una volta, ma non fu consacrata né benedetta fino a che, nell'agosto 1774, il regolano di Segonzano Vigilio Mattevi chiese l'autorizzazione vescovile per ampliarla: ottenuto rapidamente il permesso, il sacello fu ingrandito lievemente e finalmente benedetto il 14 settembre 1775. 
A partire dal 1807 venne istituita la festa patronale, con messa solenne la prima domenica di settembre: ai tempi questa celebrazione era particolarmente sentita in val di Cembra ed era frequentata anche dagli abitanti dei comuni circostanti, con processioni che partivano da Segonzano, Valda e Grumes; le testimonianze dei curati di allora riportano che in quel giorno le parrocchie limitrofe si vedevano "rapito il popolo e diserte le chiese". L'aumento del flusso di fedeli rese necessario un notevole ampliamento della struttura, che venne sostanzialmente riedificata nel 1820, risparmiando solo l'area dell'altare, e quindi nuovamente benedetta il 17 settembre 1820; da quel momento ottiene anche il titolo di santuario. 
La fama del luogo crebbe, attirando fedeli fin da Civezzano, Pergine e Salorno, e così nel 1892-94 venne sottoposto a un altro ampliamento, rialzando la volta e costruendo la navata e un nuovo presbiterio con abside poligonale; inoltre venne messa una cantoria in controfacciata, e la sagrestia venne collegata alla chiesa con due arcate.
Nel corso della prima metà del Novecento la struttura fu oggetto di alcuni altri interventi: nel 1909 venne rifatto il pavimento, decorata la volta e sostituiti l'altare maggiore e le balaustre, il tutto seguito da una benedizione il 27 aprile 1910. Nel 1926-27 il precedente campaniletto in legno venne sostituito da uno in muratura alto 17 metri: la prima pietra, posata il 5 settembre 1926, venne benedetta da monsignor Eugenio Mattevi, decano del duomo di Trento, che era originario della vicina Gresta; i lavori, per cui la chiesa ricevette numerose offerte, terminarono la primavera successiva e il 5 maggio 1927 vennero benedette e collocate le due nuove campane, realizzate dalla ditta Colbacchini di Trento. Nel 1930-31 venne sistemato il piazzale; nnel 1942 venne ritinteggiato tutto l'edificio e furono rimossi gran parte degli ex voto dal corridoio della sagrestia; nel 1950, lungo la strada che da Venticcia sale verso il santuario (asfaltata più avanti nel 1973), vennero collocate le stazioni della via Crucis progettate da Giovanni Tiella.
Nel 1956-61 vi fu l'ultimo ampliamento, voluto dal parroco di Segonzano don Eliseo Zorzi, su progetto di Ezio Miorelli; la struttura venne ingrandita con l'aggiunta del transetto e la ricostruzione del presbiterio settecentesco, e vennero aggiunti i due altari laterali; seguì la benedizione, celebrata dal vescovo ausiliare di Trento Oreste Rauzi il 9 luglio 1961. Da allora si segnalano solo la riparazione del tetto nel 1974 e l'installazione dell'impianto di riscaldamento nel 1976, oltre che la realizzazione dell'adeguamento liturgico verso il 1968, tramite l'aggiunta di arredi mobili in legno.
Dal 1838 la chiesa venne affiancata da un romitorio, il cui occupante era anche custode del tempio; il primo eremita fu un tal Cristiano Nardin, mentre il sesto e ultimo fu Lorenzo Vicenzi di Teaio, detto "el Bepo romit", che visse lì dal 1960 al 1971 e fu l'ultimo eremita del Trentino; l'ospizio, con annesso bar, è poi stato preso in carico da privati. Nel 1908 venne costruito vicino al santuario anche un albergo per i pellegrini, ampliato nel 1943-44, che dal 1930 al 1946 venne reimpiegato come casa estiva per gli studenti dei missionari comboniani di Trento.

## Descrizione

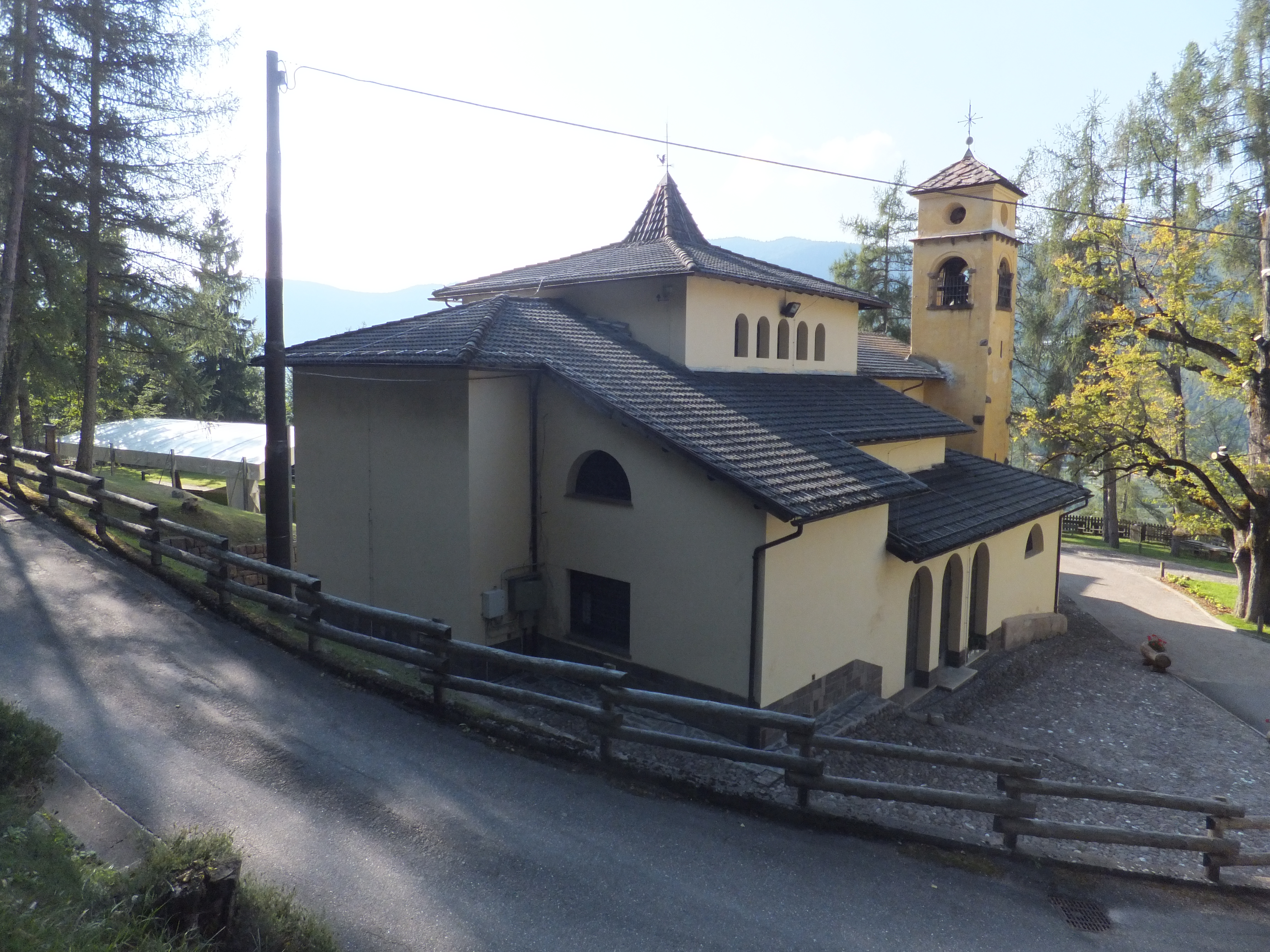
Vista dal retro

### Esterno
Il santuario, orientato verso sud-est, sorge tra i boschi sul versante nord-ovest del dosso di Segonzano, a circa 3 km dalla sede comunale. 
L'edificio si presenta con facciata a capanna, con una cornice modanata che segue il profilo dell'attacco al cielo: al centro si apre il portale architravato, affiancato da due finestrelle quadrangolari e riparato da una tettoia sostenuta da travi in legno, e più in alto si trova un oculo.
Il fianco destro procede lineare fino all'emergere del transetto, dove è presente un accesso secondario protetto da una tettoia poggiante su un singolo pilastro angolare. Il fianco sinistro invece è quasi completamente occultato: sul davanti si erge il campanile, dietro al quale sporge un ambiente di servizio; da qui parte un piccolo portico a tre arcate chiuso da porte a vetri, che supera il transetto (dove si trova un altro accesso laterale) e va a connettersi con la sagrestia retrostante. Ogni fiancata è dotata di una finestra a lunetta in corrispondenza della seconda campata mentre il transetto, che è più alto della navata, è aperto su ambo i lati da una fila di cinque monofore centinate, e da un'ulteriore finestra a lunetta sul lato sud-ovest.
Dal retro emerge infine il volume del presbiterio, illuminato da un'unica monofora centinata sul lato destro. Le coperture dell'edificio sono fatte con tegole in cemento su struttura di legno.
La torre campanaria è a base quadrata, con fusto caratterizzato da occasionali cantonali in porfido e dotato da due feritoie sul lato nord-ovest; la cella campanaria, con monofore centinate chiuse da grate, è delimitata in alto da una cornice eminente ed è coronata da un tamburo ottagonale con quattro oculi, concluso da un basso tetto a quattro falde, con sfera e croce apicali.

### Interno

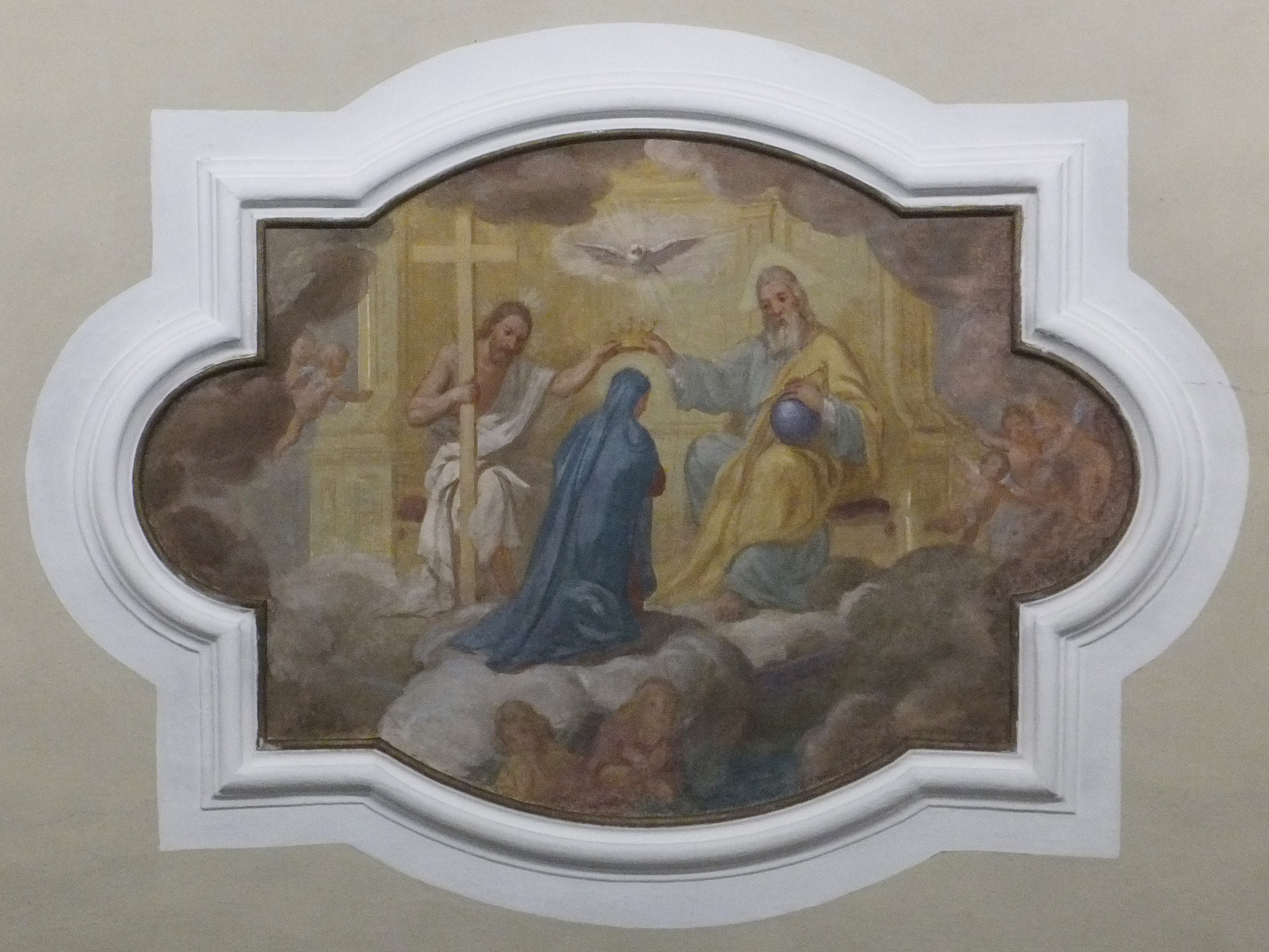
L'incoronazione di Maria sulla volta della navata, di Agostino Aldi

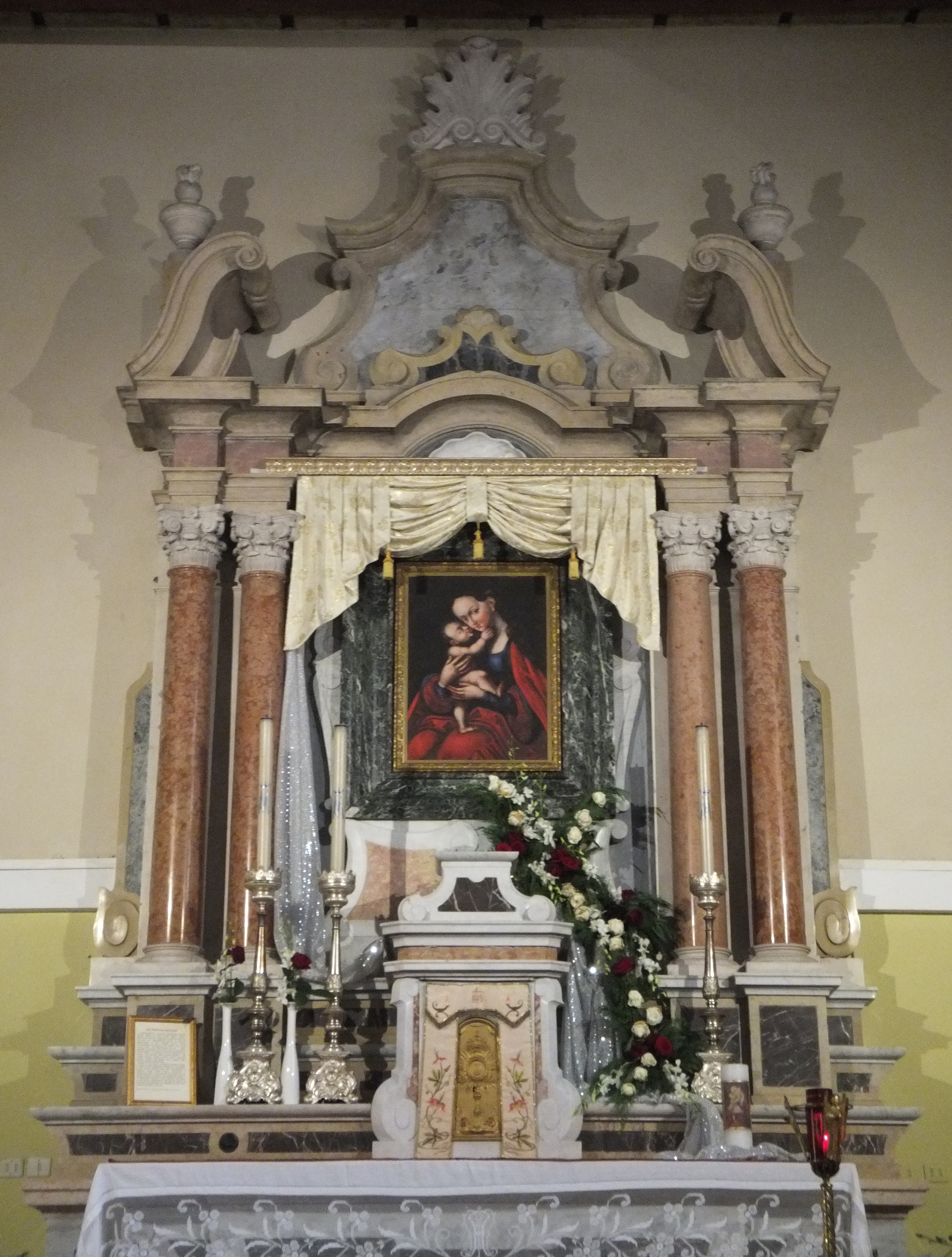
L'altare centrale, con il quadro della Madonna

L'interno ha pianta a croce latina ed è interamente pavimentato con lastre di marmo bianco. Si apre con una navata singola, ritmata da coppie di lesene raccordate da un grande cornicione che la dividono in tre campate con volte a lunetta, più un settore più piccolo; segue l'ampio transetto, che tramite l'arco santo a pieno centro introduce al presbiterio, rialzato di sei gradini. Il centro del transetto è coperto un soffitto in legno poggiante su un reticolo di travi, che prosegue fino nel presbiterio. 
La volta della navata è ornata da tre scene della vita di Maria (nascita, incoronazione e nascita di Gesù) dipinte dal pittore mantovano Agostino Aldi nel 1909, racchiuse entro cornici a stucco. Le vetrate del transetto sono state realizzate da una ditta veneziana su disegno di Cesarina Seppi, mentre le restanti sono ottocentesche. Vi sono tre altari: il maggiore, un’opera marmorea barocca, contiene la venerata immagine della Madonna, mentre i due laterali sono dedicati a san Giuseppe e san Giovanni Gualberto, con le relative statue opera di Fiorenzo Bazzanella di Sover.